# Извор Јабука
Извор Јабука са налази непосредно уз излетиште Јабука, на Фрушкој гори.
До извора се долази макадамском стазом са излетишта Јабука, око кога је изграђено монументално обележје, благо је укопано у земљу са степеништем које води до самог изворишта. Вода са овог извора, по околним мештанима, слови за најбољу у околини.